# 乾式精錬
乾式精錬（かんしきせいれん）は、高温加熱し金属の精錬を行う方法の総称で、乾式製錬とも呼ばれる。水溶液中以外で行う湿式精錬の対語。現代において商業利用される熱源にはコークスや電気がある。
一般的技法には、
- 溶融製錬 - 高温の炉で原料鉱を溶かし溶けた状態で金属を分離する製錬方法[1]。
- 気-固反応製錬
- 揮発製錬
- 溶融塩電解
- 真空蒸留

などがある。